# Stenus obstrusus
Stenus obstrusus är en skalbaggsart som beskrevs av Thomas Casey. Stenus obstrusus ingår i släktet Stenus och familjen kortvingar. Inga underarter finns listade i Catalogue of Life.